# Korthalsella rapensis
Korthalsella rapensis är en sandelträdsväxtart som beskrevs av Forest Brown. Korthalsella rapensis ingår i släktet Korthalsella och familjen sandelträdsväxter. Inga underarter finns listade i Catalogue of Life.